# 더 카디널
《더 카디널》(The Cardinal)은 미국에서 제작된 오토 프레민저 감독의 1963년 드라마 영화이다. 톰 트라이언 등이 주연으로 출연하였고 오토 프레민저 등이 제작에 참여하였다.

## 줄거리

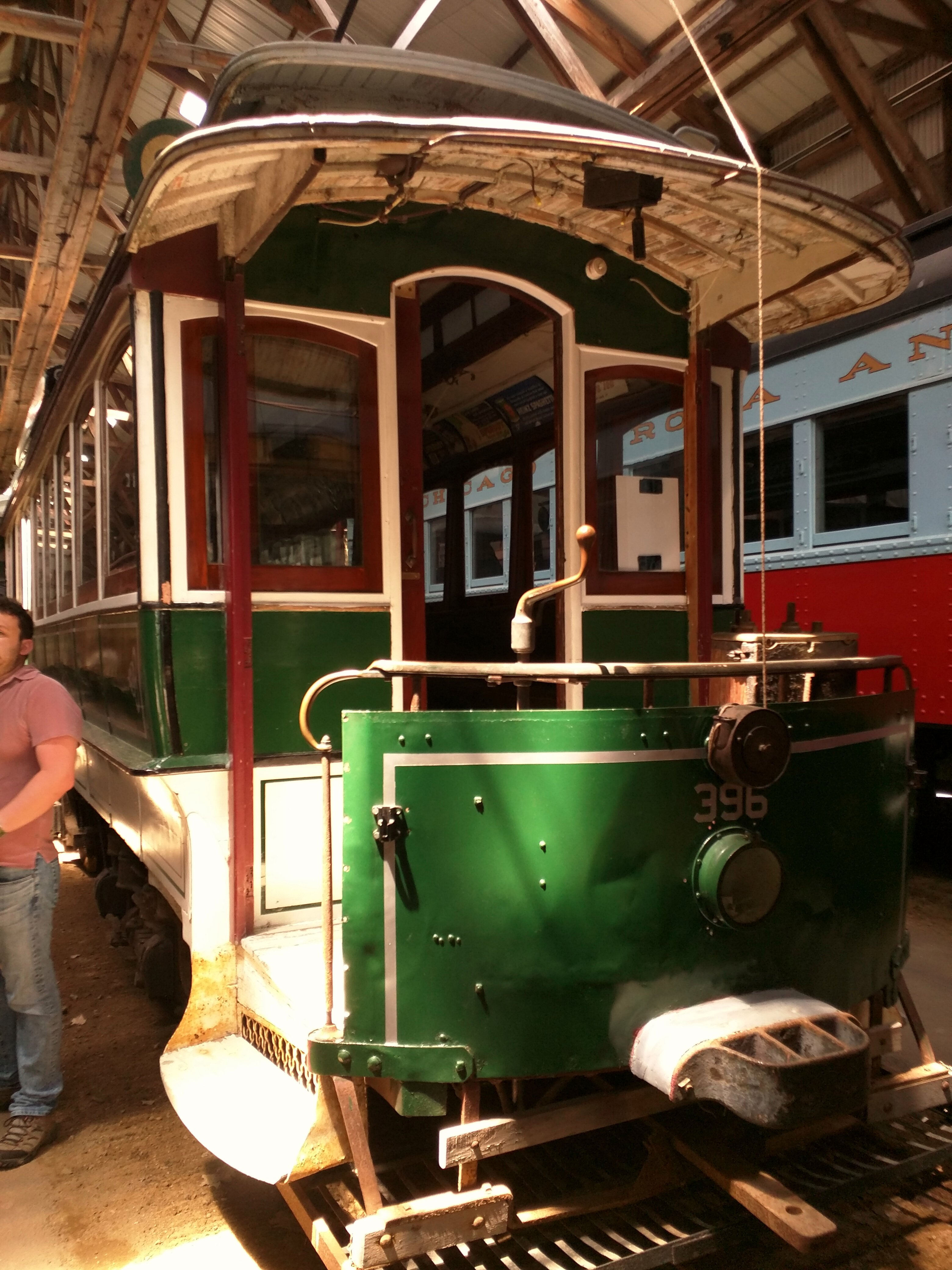
이전의 보스턴 노면전차는 영화 속 장면을 위해 1915년 보스턴 엘리베이티드 레일웨이 도색으로 복원되었다.

영화는 주인공이 추기경으로 임명되는 공식 행사 동안 일련의 기억 플래시백으로 보여진다.
새로 서품된 아일랜드 가톨릭 사제 스티븐 퍼모일(톰 트라이언)은 1917년 보스턴 집으로 돌아온다. 그는 그의 부모가 딸 모나(캐롤 린리)가 유대인 남자 베니 램펠(존 색슨)과 약혼한 것에 대해 화가 나 있다는 것을 알게 된다. 스티븐과 그의 아일랜드 가톨릭 가족은 모나가 베니와 결혼하는 것을 허락할 것이지만, 그가 가톨릭이 되거나 1970년에 대체된 교황 칙서 Ne Temere의 요구에 따라 어떤 자녀도 가톨릭으로 키우는 데 동의해야 한다. 베니는 동의하지 않고 제1차 세계 대전에 참전하기 위해 떠난다. 모나는 사제로서 스티븐에게 조언을 구한다. 그가 베니를 포기하라고 말하자, 그녀는 도망쳐 방탕하게 된다.
젊은 사제의 야망을 염려한 보스턴 대주교(존 휴스턴)는 스티븐을 겸손함을 배우기를 바라는 한적한 교구로 보낸다. 거기서 그는 겸손한 사제인 네드 핼리 신부(버지스 메러디스)를 만나고, 퍼모일은 그가 삶을 살아가고 교구민들을 대하는 소박한 방식을 관찰한다. 핼리 신부는 다발성 경화증으로 매우 아프다. 퍼모일은 그와 그의 가정부 랄라지(질 호워스)로부터 겸손함을 배운다.
한편, 모나는 혼외로 임신한다. 스티븐, 그의 형제 그리고 베니는 모나가 큰 아기를 낳기에 골반이 너무 작아 고통스러워하는 것을 발견한다. 그녀는 병원으로 옮겨지고, 의사는 스티븐에게 제왕 절개를 하기에는 너무 늦었고 모나를 구하려면 아기의 머리를 부수어야 한다고 말한다. 스티븐은 의사가 그렇게 하는 것을 허락하지 않는다. 가톨릭 교리에 따르면 아기를 죽여서는 안 되기 때문이다. 모나는 아이 레지나를 낳다가 사망한다.
누이의 죽음에 대한 죄책감에 시달린 스티븐은 신앙의 위기를 겪고, 유럽으로 전출되어 몬시뇰이 되지만, 성직자 생활에 얼마나 전념할지 확신하지 못하고, 강사로 일하며 2년의 안식년을 보내기 위해 빈으로 여행한다. 거기서 그는 젊은 여성 안마리(로미 슈나이더)를 만나 관계를 맺는다. 스티븐은 자신의 서약을 위반하지 않는다.
스티븐의 소명은 그를 로마와 교회로 다시 부른다. 바티칸은 그를 미국 남부로 돌려보내 쿠 클럭스 클랜의 반대에 부딪히는 흑인 사제 길리스 신부(오시 데이비스)를 돕는 임무를 맡긴다. 이 임무를 성공적으로 수행한 후, 스티븐은 길리스 신부가 참석한 가운데 주교로 성성된다.
스티븐은 오스트리아로 다시 파견되어 추기경에게 세계 대전의 위협이 임박한 가운데 나치 정부와 협력하지 않도록 설득한다. 그와 추기경은 결국 목숨을 걸고 도피해야 한다. 그는 나치 당국에 투옥된 안마리를 마지막으로 한 번 더 만날 수 있다. 바티칸이 그에게 보낸 임무의 성공 후, 그는 추기경단으로 승진한다.
제2차 세계 대전 전야에 스티븐이 공식적으로 추기경이 되는 의식이 열린다. 그는 전체주의의 위험에 대해 경고하고 남은 생애를 자신의 일에 바칠 것을 맹세한다.

## 출연

### 주연
- 톰 트라이언
- 캐럴 린리

### 조연
- 도러시 기시
- 매기 맥너매라
- 빌 헤이스
- 로미 슈나이더
- 페터 베크
- 세실 켈러웨이

## 기타
- 협력 제작자: 마틴 C. 슈트
- 미술: 라일 R. 휠러
- 의상: 도널드 브룩스
- 배역: 빌 반스